# Josh Brown (Schauspieler)
Joshua Brown (* 19. Februar 1990 in Leeds, England) ist ein britischer Schauspieler.

## Leben
Joshua Brown wurde in Leeds geboren. Er wuchs in Batley auf und besuchte die Stage 84 Performing Arts Schule in Bradford. Außerdem absolvierte er eine dreijährige Schauspielausbildung am Calderdale College. Seine Schauspielkarriere startete er mit mehreren Auftritten in Theaterstücken und Musicals. Seine erste Fernsehrolle bekam er 2005. Er spielte Alex Pickering in 66 Folgen der Fernsehserie Grange Hill. Außerdem war er in der Fernsehserie Casualty zu sehen. Er spielte einen übergewichtigen Jungen, der unbedingt abnehmen möchte, aber von seiner überbehütenden Mutter daran gehindert wird. Von 2007 bis 2009 stellte er Frankie Moore in Holby City dar. 2011 bekam er die Hauptrolle des Geistes Matt in der Fernsehserie Becoming Human. Im selben Jahr hatte er einen Auftritt in der Fernsehserie Shameless. 2012 stellte er Oli Appleton in Emmerdale Farm dar. 2014 war er als Billy in dem Kinofilm The Knife That Killed Me zu sehen.

## Filmografie
- 2005–2008: Grange Hill (Fernsehserie, 66 Folgen)
- 2005: Casualty (Fernsehserie, 1 Folge)
- 2007–2009: Holby City (Fernsehserie, 5 Folgen)
- 2010: Waterloo Road (Fernsehserie, 1 Folge)
- 2010: The Arbor (Dokumentation)
- 2010: Doctors (Fernsehserie, 1 Folge)
- 2011: Becoming Human (Fernsehserie, 8 Folgen)
- 2011: Shameless (Fernsehserie, 1 Folge)
- 2012: Emmerdale Farm (Fernsehserie, 4 Folgen)
- 2014: In the Club (Fernsehserie, 1 Folge)
- 2014: The Knife That Killed Me